# Le Coffret de jade
Pour plus de détails, voir Fiche technique et Distribution.
Le Coffret de jade est un film français réalisé par Léon Poirier, sorti en 1921.

## Fiche technique
- Titre : Le Coffret de jade
- Réalisation : Léon Poirier
- Scénario : Léon Poirier, d'après la nouvelle de Pierre Victor
- Photographie : Jean Letort
- Décors : Robert-Jules Garnier
- Société de production : Gaumont Série Pax
- Pays d'origine :  France
- Format :  Noir et blanc - 1,33:1 - 35 mm - Muet
- Durée :
- Dates de sortie : 
  - France : 18 novembre 1921

## Distribution
- Laurence Myrga : Leïlah aux yeux de gazelle
- Roger Karl : Kosroës le sage
- Daniel Mendaille : Akmet le bandit
- Jules de Spoly : Ali le cruel
- Émile Saint-Ober
- Madame Lenoir